# Patrícia Amorim
Patrícia Filler Amorim (13 de febrero de 1969, Río de Janeiro) es una ex nadadora de estilo libre brasileña que disputó los Juegos Olímpicos de Seúl 1988 y que además fue presidenta del Clube de Regatas do Flamengo, uno de los equipos más populares de su país. Fue la primera nadadora brasileña en representar a su país en una piscina en los últimos 12 años. Entre 1983 y 1989 rompió 29 récords sudamericanos en las diversas competiciones en las que formó parte.
El 7 de diciembre de 2009 se convirtió en la primera presidenta en la historia del club. Sin embargo, el 3 de diciembre de 2012, en la reelección como presidente fue derrotada por Eduardo Bandeira de Mello. Durante su mandato se produjeron varios escándalos, como la marcha de Ronaldinho Gaucho al Clube Atlético Mineiro, problemas con la gestión económica del club, la detención de varios de los aficionados más peligrosos o la publicación de que incorporó a unas 25 personas cercanas a su gabinete siendo concejala de Río de Janeiro.

## Biografía

### Natación
Cuando tenía tres años, a su hermana Paula, que padecía asma, la recomendaron practicar natación para ayudarla con su afección. Patrícia comenzó a nadar junto a Paula en las clases de natación y se unió al Botafogo de Futebol e Regatas. En 1983 fue una de las atletas brasileñas más jóvenes en participar en los Juegos Panamericanos. En los Juegos Panamericanos de 1987 celebrados en Indianápolis alcanzó el cuarto lugar en los 200 metros libres y en el relevo 4 x 100 metros estilos. 
Representó a su país en los Juegos Olímpicos de Seúl 1988, en Corea del Sur, terminando en 11.ª posición en los 4 x 100 metros libres. Fue la primera nadadora brasileña en representar a su país en una piscina en los últimos 12 años. Entre 1983 y 1989 rompió 29 récords sudamericanos. Se retiró de la natación en 1991 en el Clube de Regatas do Flamengo. Tenía 25 años y estaba graduada en Educación Física por lo cual pasó a dedicarse al club de otra forma, como profesora, directora, supervisora y vicepresidenta de deportes olímpicos.

### Carrera política

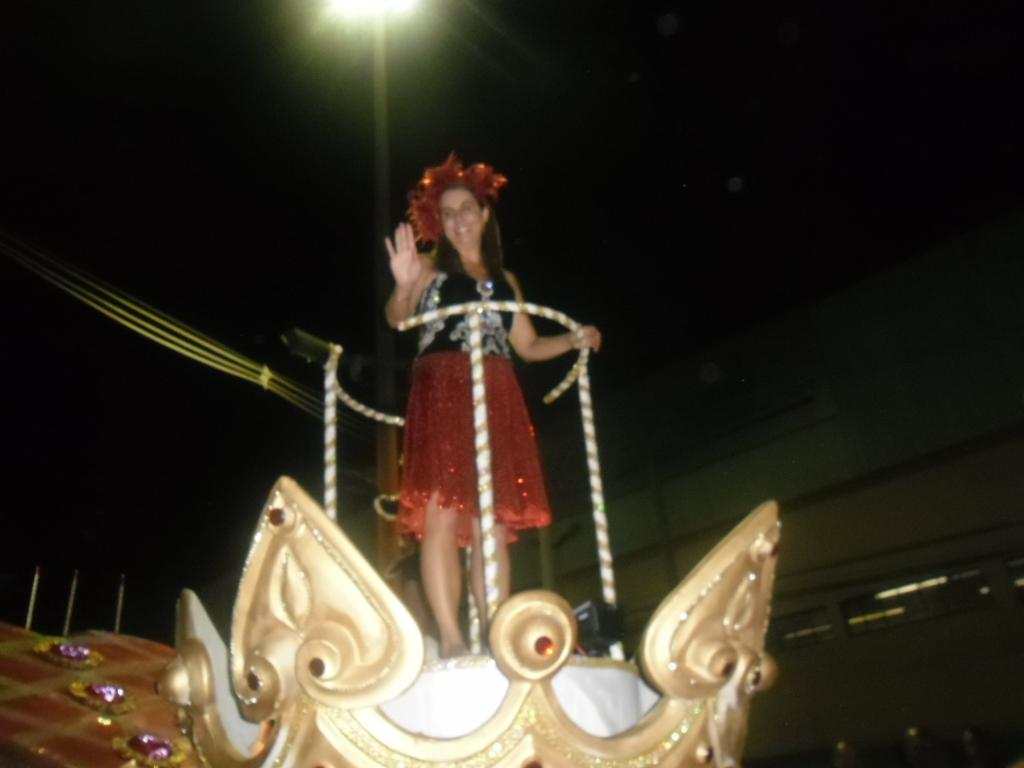
En el desfile de Arrastão de Cascadura, en el carnaval de 2012.

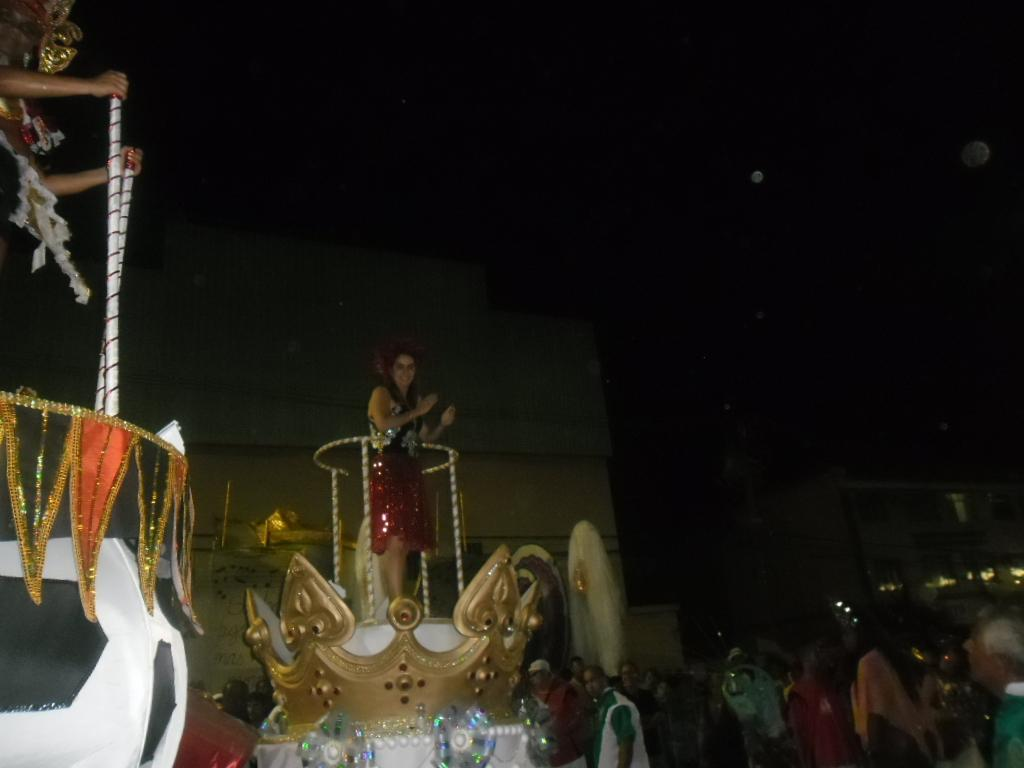
Otra imagen del desfile de Arrastão de Cascadura.

Fue elegida por el Partido de la Social Democracia Brasileña en 2000 con 24.651 votos para formar parte de la Cámara Municipal de Río de Janeiro para defender los intereses del deporte. Fue reelegida en 2004 y 2008, pero no consiguió un cuarto mandato en 2012 debido a su gestión como presidenta del Flamengo. En 2012 fue homenajeada por la escuela de samba Arrastão de Cascadura, que desfila en la Estrada Intendente Magalhães.

### Presidencia del Flamengo

#### 2010
A finales del año 2009 fue elegida como presidenta del Clube de Regatas do Flamengo tras vencer en las elecciones a Delair Dumbrosck. Se convirtió de esta manera en la primera mujer en la historia del club en ser presidenta. En su primer año no obtuvo buenos resultados a pesar de que apostaron fuerte por ganar varios títulos con la incorporación del delantero Vágner Love. Adriano y Vágner pasaron a formar la delantera del equipo en lo que mucho denominaron "Império do Amor". En la Taça Guanabara fueron eliminados en la semifinal ante el Botafogo de Futebol e Regatas por 2-1. En la Taça Río volvieron a perder ante el Botafogo por el mismo resultado.
En la Copa Libertadores 2010 se clasificaron para los octavos de final tras conseguir tres victorias, un empate y dos derrotas en los partidos de la liga previa. Durante la misma el entrenador, Jorge Luís Andrade da Silva, fue destituido. En los octavos de final derrotaron al Sport Club Corinthians Paulista, pero perdieron en la siguiente ronda ante el Club Universidad de Chile tras perder en Maracaná por 3-2 y ganar en Santiago de Chile por 2-1. Tras la eliminación Adriano y Vágner Love dejaron el club. En el Campeonato Brasileño de 2010 comenzaron de forma irregular, lo que ocasionó la dimisión del técnico Rogério Lourenço. Rápidamente fue anunciado Silas como nuevo entrenador, pero continuaron los malos resultados y también fue destituido. El 5 de octubre fue anunciado Vanderlei Luxemburgo, que consiguió mantener al equipo en la última jornada (14.ª posición) y clasificarlo para la Copa Sudamericana 2011.
Internamente Patrícia tuvo muchos problemas con los jugadores, dirigentes y miembros de la comisión técnica. Destacó la dimisión del técnico Andrade, que acusó a la directora de planear su dimisión premeditadamente. También hubo problemas con Petkovic y Adriano en el aspecto deportivo, con Bruno por entrar a prisión, y la salida de Zico del club tras ser acusado por el presidente del consejo fiscal, Leonardo Ribeiro, de usar el club para fines personales.

#### 2011
En 2011 la ambición del club era la de conquistar todos los títulos en juego, para lo cual fichó a tres grandes jugadores, el argentino Darío Bottinelli, el ídolo del Fluminense Thiago Neves,  y Ronaldinho Gaúcho, con el cual se mantuvo una dura negociación, al ser pretendido también por el Grêmio y el Palmeiras. Ronaldinho llegó tras una multitudinaria presentación y su sueldo fue pagado en parte por la empresa Traffic.
En el Campeonato Carioca terminó el torneo de manera invicta, por lo que se proclamó vencedor. Sin embargo fue el único título que ganaron. Fueron eliminados por el Ceará en la Copa de Brasil 2011 y por la Universidad de Chile en la Copa Sudamericana 2011. En el Campeonato Brasileño de 2011 terminaron en cuarto puesto, clasificándose para la Libertadores de 2012. Al terminar la temporada Dejan Petković se retiró del fútbol, y Ronaldo Angelim volvió a Grêmio Barueri.

#### 2012
El club inició la temporada 2012 con retrasos en los salarios de los jugadores, que empezaron a mostrar su descontento. Además hubo problemas entre el entrenador Vanderlei Luxemburgo y la plantilla, sobre todo Ronaldinho. Este aceptó la propuesta de pago presentada por del club en enero, pero después se anunció que la empresa que pagaba la mayor parte de su contrato (Traffic) disolvía la sociedad, rescindiendo finalmente su contrato con el club en mayo. Antes de eso, Thiago Neves acabó siendo transferido al Fluminense tras una larga negociación con el Al-Hilal, y Alex Silva se fue al Cruzeiro tras unos problemas con la justicia. Sin embargo, Patrícia consiguió la vuelta de Vágner Love y de otros jugadores importantes para afrontar la temporada con garantías.
Joel Santana sustituyó a Luxemburgo como entrenador del equipo en las eliminatorias del Campeonato Carioca y de la Copa Libertadores 2012. Algunos jugadores como Kléberson, Júnior César o Willians salieron del club. Pero se anunció la contratación del jugador del Santos Íbson, que pasó a ganar 300.000 reales mensuales. Íbson no rindió lo esperado y fue suplente la mayor parte del campeonato. Con una fuerte crisis interna Patrícia viajó a Londres para apoyar a la delegación olímpica del club en los Juegos Olímpicos. La principal esperanza de obtener medalla recaía en César Cielo, sin embargo, este no pudo obtener un buen resultado. Zinho asumió la labor de nuevo director ejecutivo, y se intentó contratar a varios jugadores como Diego, Juan y Riquelme, pero sin éxito. Además de esto, las cosas fueron a peor, y Santana fue destituido tras ser eliminado del Campeonato Carioca y la Libertadores, y sufrir sendas derrotas ante Corinthians y Cruzeiro.
Dorival Júnior se hizo cargo del equipo para intentar mejorar la posición del equipo. Liédson fue contratado, tras recuperarse de una lesión, con un salario de 330.000 reales mensuales. Poco a poco se obtuvieron buenos resultados, aunque fue difícil alejarse de la zona de descenso. Finalmente se salvaron tras vencer al Clube Náutico Capibaribe en Recife, y en el siguiente partido empataron con el Palmeiras, consumando el descenso de estos a la segunda división. Terminaron en undécima posición tras empatar nuevamente con el Botafogo de Futebol e Regatas. En dicho partido los aficionados protestaron contra la administración del club, y los directivos Michel Levy y Cacau Cotta los intentaron agredir.

#### Candidata a la reelección
Se presentó nuevamente como candidata a la presidencia del club, siendo acusada por el expresidente Márcio Braga de hacer un pacto con unos rivales, representados por Jorge Rodrigues, para impugnar la candidatura de su máximo rival y crítico, Wallim Vasconcellos. Sin embargo, la afición del equipo ironizó en las redes sociales con la presencia de Patrícia en las elecciones. La candidatura favorita al comienzo de las elecciones para ganar era la apoyada por Zico y dirigida por Wallim Vasconcellos. Sin embargo, tras la impugnación de Wallim, Eduardo Bandeira de Mello asumió la responsabilidad de esa candidatura y ganó el 3 de diciembre de 2012. La derrota de Patrícia fue conmemorada por la afición.

### Vida personal
Se casó con Fernando Sihman, y juntos tienen cuatro hijos.

## Escándalos
Ronaldinho Gaúcho fue muy cuestionado por la afición, la prensa y los dirigentes por su bajo rendimiento y su vida fuera del campo, lo que ocasionó problemas internos en el club. El hermano y representante del jugador protagonizó un momento crítico cuando expuso ciertos problemas en el pago del sueldo a Ronaldinho. Finalmente Ronaldinho llevó su caso a la justicia y rescindió su contrato, cobrando 40 millones de reales por salarios atrasados y derechos de imagen. Poco después firmó por el Clube Atlético Mineiro, y Patrícia pidió la movilización de la afición contra el jugador tras conocer la decisión. Exhibió un vídeo del jugador en una concentración, en la que supuestamente pasó la noche en el cuarto de una mujer. Rafael de Piro también declaró poseer un examen sanguíneo de Ronaldinho en el cual se comprueba el consumo de alcohol, pero nunca fue demostrado. La destitución de Patrícia fue sugerida por el expresidente del club Márcio Braga, poniendo como argumento el contrato de Ronaldinho, que fue considerado como "gestión temeraria" por Márcio.
Fue criticada por sufrir, supuestamente, la influencia de su marido, Fernando Sihman, exmiembro de la afición del Fluminense Football Club, y por su política de reformas en las estructuras internas del club, como por ejemplo el aumento de socios en su mandato. El columnista de O Globo y SportTV, Renato Maurício Prado, criticó el bajo precio de las mensualidades de los socios del club como manera de aumentar la masa social. Al término de su mandato el expresidente Delair Dumbrosck la criticó duramente por su mala gestión, al igual que hizo el exentrenador del club, Andrade. Tuvo relaciones estrechas con el empresario Carlos Leite, acusado de beneficiarse financieramente de la selección brasileña de fútbol.
En agosto de 2012 el presidente del consejo fiscal Leonardo Ribeiro, brazo derecho de Patrícia, no justificó 7 millones de reales dentro de las finanzas del club. Como concejala de Río de Janeiro, fueron descubiertos en su gabinete hasta 25 parientes o personas próximas que fueron colocadas por ella. Usó al jugador Vágner Love como recurso electoral en su elección como concejala, en contra de los Estatutos del club. En noviembre de 2012 la policía militar emitió órdenes de arresto y prisión para varios integrantes de la "Torcida Jovem do Flamengo (Jovem Fla)", la mayor y más peligrosa afición del club, debido a acusaciones de violencia, homicidios y diversos crímenes. Por medio de diversas investigaciones fueron descubiertas ciertas relaciones entre dichos aficionados y miembros de la directiva. En 2013 el Consejo de Deliberación reprobó las cuentas de 2011 de la gestión de Patrícia. Patrícia se defendió alegando ser víctima de una represalia por parte de la actual Junta Directiva. La nueva Junta también acusó a la anterior junta de otros crímenes fiscales, apropiación indebida y gastos enormes de móviles de los miembros del club.